# Distretto di Tūrar Rysqūlov
Il distretto di Tūrar Rysqūlov (in kazako Тұрар Рысқұлов ауданы?) è un distretto (audan) del Kazakistan con  capoluogo Qūlan.